# Godfraid mac Amlaib
Godfraid mac Amlaib ou Gofraid mac Amlaíb meic Ragnaill (mort en 1075) est un roi de Dublin du XIe siècle. Bien que l'identité précise de son père et de son grand-père reste conjecturale, Gofraid est vraisemblablement un parent de son prédécesseur, Echmarcach mac Ragnaill, roi de Dublin et des Iles. Gofraid vie à une époque où le contrôle du royaume de Dublin est disputé entre des suzerains irlandais en compétition. En 1052, par exemple, Echmarcach est expulsé par le roi des Uí Cheinnselaigh de Leinster, Diarmait mac Mail na mBo. Quand ce dernier meurt en 1072, Dublin est saisi par un Uí Briain roi de Munster, Toirdelbach Ua Briain, un souverain qui attribue le royaume de Dublin à Gofraid, ou du moins lui laisse exercer un pouvoir local.
Gofraid semble avoir eu peu d’indépendance vis-à-vis de son suzerain Uí Briain comme il résulte de la correspondance subsistante entre Toirdelbach et Lanfranc, l'archevêque de Canterbury. Le règne de Gofraid se termine en 1075, quand Toirdelbach l'expulse d'Irlande, peut-être vers le royaume de Man et des Îles, après quoi il meurt la même année. D'un côté, il est possible que Gofraid soit chassé pour s'être compromis avec l'insurrection anglo-danoise contre le pouvoir nouvellement établi des Anglo-normands dans le royaume d'Angleterre. D'autre part, il est aussi possible que Gofraid ait comploté avec les Uí Chennselaig contre son suzerain Uí Briain. Quoi qu'il en soit, Gofraid a comme successeur Domnall mac Murchada, un dynaste Uí Chennselaig qui règne ensuite peut-être avec l'accord de Toirdelbach. Il y a des raisons de penser que Gofraid puisse être identifié avec Gofraid mac Sitriuc, roi des Îles. Jean Renaud estime en effet que malgré son nom il était en réalité un fils de Sigtryggr, le fils de Rognvald tué en 980 et lui-même fils d'Olaf Kvaran et qu'il régnait également sur les Hébrides.

## Contexte
Gofraid semble avoir été un proche parent d'Echmarcach mac Ragnaill, roi de Dublin et des Îles (mort en 1064/1065). L'environnement familial de ce dernier demeure incertain. Il peut avoir été un membre de la dynastie de Waterford descendant de Ímar, roi de Waterford (mort en 1000), et ainsi un descendant du fils d'Ímar, Ragnall (mort en 1018), ou du fils de ce dernier, Ragnall mac Ragnaill meic Imuir (mort en 1035). Alternativement, Echmarcach peut avoir été un membre de la lignée Meic Arailt, et un descendant de Ragnall mac Gofraid, roi des Îles (mort en 1004/1005).

## Roi de Dublin
Godfraid s'empare du trône après les disparitions successives de Murchad mac Diarmata en 1070 et de son père Diarmait mac Mail na mBo en 1072, rois de Leinster qui avaient étendu leur autorité sur Dublin et l'Ile de Man. Il doit toutefois reconnaitre l'autorité de l'Ard ri Erenn Toirdhealbhach mac Taidgh Ua Briain.
En 1073 un certain « Sitriuc mac Amlainn » qui était vraisemblablement son frère et « deux petits-fils de Brian "Boru" (?) » sont tués lors d'une incursion sur l'Ile de Man où devait régner à cette époque Fingal Godfredson. Cet épisode semble confirmer les liens de parenté et les alliances noués entre les héritiers des scandinaves de Dublin et les O'Brien rois de Munster
La mort de Gofraid mac Amlaib est relevée en 1075 par les annalistes irlandais qui nous précisent que le trône fut occupé ensuite par Muirchertach Mór mac Toirdhleabhach Ua Briain qui était sans doute aussi son parent.